# Selendi (district)
Selendi is een Turks district in de provincie Manisa en telt 24.355 inwoners (2007). Het district heeft een oppervlakte van 700,97 km².
De bevolkingsontwikkeling van het district is weergegeven in onderstaande tabel.
| 1997   | 2000   | 2007   |
| ------ | ------ | ------ |
| 26.312 | 26.061 | 24.355 |